# Dicamba
Dicamba ist die Abkürzung des Namens der chemischen Verbindung 3,6-Dichlor-2-methoxybenzoesäure, die als synthetisches Auxin wirksam ist und als Herbizid verwendet wird. Dicamba wurde erstmals 1965 von der Velsicol Chemical Corporation auf den Markt gebracht. Vorläufer dieses Auxins waren 2,4-Dichlorphenoxyessigsäure (2,4-D) und 2-(2,4-Dichlorphenoxy)propionsäure („Dichlorprop“).

## Entdeckung und Herstellung
Sidney  B. Richter stellte in der US-amerikanischen Firma Velsicol erstmals 3,6-Dichlor-2-methoxybenzoesäure her. Die Verfahren zur Synthese wurden 1958 zum Patent angemeldet. Im Jahr 1961 wurde der Patentschutz erteilt.
1,2,4-Trichlorbenzol reagiert mit Natriumhydroxid zum Natriumsalz des 2,5-Dichlorphenols, vermutlich nach dem Arinmechanismus. Aus 2,5-Dichlorphenol bzw. seinem Kaliumsalz kann durch Carboxylierung nach dem Prinzip der Synthese von Salicylsäure in einer Kolbe-Schmitt-Reaktion 3,6-Dichlor-2-hydroxybenzoesäure (3,6-Dichlorsalicylsäure) hergestellt werden. Diese, d. h. ihr Natriumsalz, wird durch Umsetzung mit Dimethylsulfat methyliert.
S. B. Richter stellte auch verschiedene Salze und Ester der 3,6-Dichlor-2-methoxybenzoesäure her, u. a. das für die Anwendung als Herbizid wichtige Dimethylaminsalz.

## Verwendung

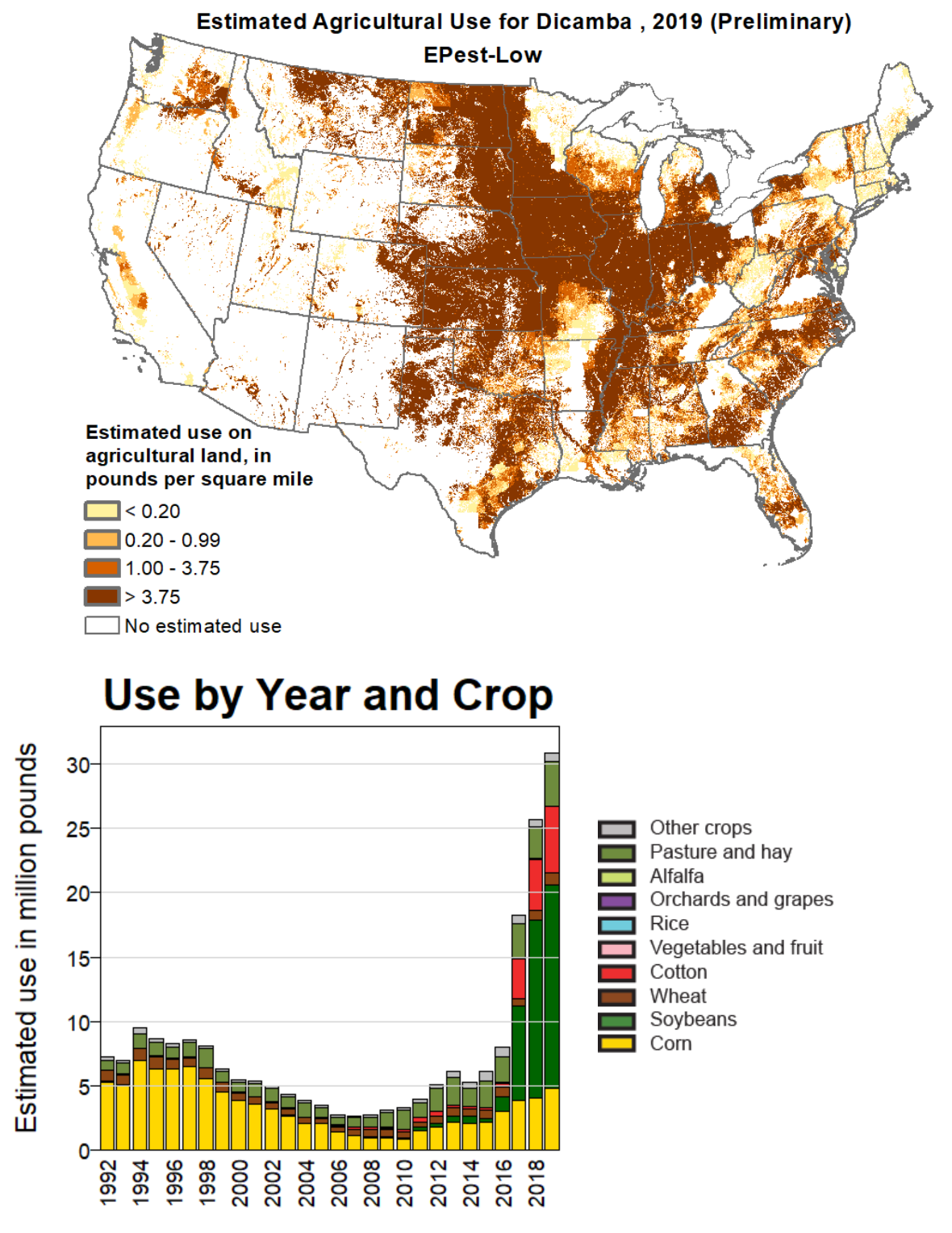
Geschätzte Ausbringungsmenge in den USA 2019

### Pflanzenschutz
Dicamba wird als Herbizid gegen Zweikeimblättrige im Getreide, im Obstbau, auf Grünland und Rasen eingesetzt. Viele der heutigen Dicamba-Präparate sind für den Einsatz gegen Unkraut auf Zierrasen, Nutzrasen und Grünstreifen an Straßen zugelassen. Sie enthalten neben weiteren herbiziden Wirkstoffen häufig 2,4-Dichlorphenoxyessigsäure. Pflanzenschutzmittel mit dem Wirkstoff Dicamba sind in vielen Staaten der EU, so auch in Deutschland und Österreich, sowie in der Schweiz zugelassen.
In den USA wurden 2014 etwa 2500 Tonnen Dicamba ausgebracht. Es wird vor allem zur Vernichtung von Unkräutern in Baumwollfeldern angewendet.
Das Herbizid ist und war unter den Namen Banvel, Banex, Dianat, Fallowmaster, Mediben, Metambane, Tracker, Trooper und Velsicol im Handel. Das Dimethylaminsalz von Dicamba ist ein Bestandteil des in Deutschland und Österreich vertriebenen Rasendüngers Compo Floranid plus, der als weiteren Wirkstoff noch 2,4-D enthält.
Mit einer Entscheidung eines Gerichtes in San Francisco vom 3. Juni 2020 hatte der Unkrautvernichter seine Zulassung in den USA vorerst verloren. Im Oktober 2020 wurden von der US-Umweltschutzbehörde allerdings wieder Dicamba-Produkte genehmigt. Im Februar 2024 hob ein US-Gericht die Zulassung von drei Dicamba-basierten Herbiziden wieder auf.

## Wirkung
Dicamba wird über Blätter und Wurzeln aufgenommen, es kann innerhalb der Pflanze transportiert werden. Dicamba ist ein Wuchsstoff-Herbizid, welches das Wachstum von zweikeimblättrigen Pflanzen so sehr beschleunigt, dass sie aufgrund der resultierenden Nährstoffunterversorgung absterben. Dieser Prozess wird durch Wärme oder sonstige wachstumsfördernde Witterung noch weiter beschleunigt. Bis die herbizide Wirkung eintritt, benötigen Pflanzen mehrere Tage aktives Wachstum.

## Toxizität

### Eigenschaften
Die farblosen Kristalle zersetzen sich beim Erhitzen und bilden dabei korrosive, toxische Dämpfe (Chlorwasserstoff). Dicamba ist löslich in Aceton, Dichlormethan, 1,4-Dioxan, Ethanol, Toluol und Xylol.

### Akute Toxizität
Die tödliche Dosis LD50 (oral) für die männliche Ratte liegt bei 1581 mg, für die weibliche Ratte bei 1879 mg Dicamba/kg Körpergewicht. Bei männlichen Mäusen beträgt sie 1180, bei weiblichen 2392 mg/kg.
Bei Aufnahme über die Haut liegt die LD50 für die männliche Ratte bei > 6000, für die weibliche Ratte bei > 8000 und für das Kaninchen > 2000 mg/kg Körpergewicht. Beim Kaninchen wirkt Dicamba nicht hautreizend, reizt aber das Auge sehr stark. Bei Meerschweinchen wurde eine Sensibilisierung der Haut beobachtet.
Folgende Symptome charakterisieren eine Dicamba-Vergiftung: Appetitlosigkeit, Erbrechen, Muskelschwäche, Bradykardie, Atemnot, ZNS-Symptomatik, Benzoesäure im Urin, Harn- bzw. Stuhlinkontinenz, Cyanose.
Zusätzlich reizt Dicamba die Schleimhäute und Augen, eine temporäre Eintrübung der Hornhaut ist die Folge direkten Augenkontaktes. Die meisten Personen mit massiver Dicamba-Vergiftung erholten sich innerhalb von 2–3 Tagen ohne bleibende Schäden.

### Chronische Toxizität
Dosen von 25 mg/kg/Tag über einen Zeitraum von 2 Jahren bewirkten bei Ratten keine messbaren Effekte bezüglich Todesrate, Körpergewicht, Nahrungsaufnahme, Organgewicht, Blutchemie oder Gewebestruktur. Hohe Dosen von Dicamba bewirkten Änderungen im Lebergewebe und eine Abnahme des Körpergewichtes bei Ratten und Mäusen.

### Sonstiges
Eine Aufnahme durch die Haut findet nahezu nicht statt. In einer Studie über drei Generationen von Ratten hatte Dicamba in Anwendungskonzentration keine messbaren Auswirkungen auf die Fortpflanzungsrate. Teratogene, karzinogene und mutagene Effekte wurden nicht beobachtet. Es wird aber beobachtet, dass sich das Produkt in immer mehr Menschen nachweisen lässt. Nach einer Untersuchung der Universität Indiana fand sich im Untersuchungszeitraum 2010 bis 2012 Dicamba in 28 % der untersuchten Urinproben von Schwangeren (Untersuchungsgebiet: Indiana, Illinois und Ohio). Eine Nachfolgestudie von 2020 bis 2022 konnte es nun in 70 % der Proben nachweisen.

## Ökologie

### Abbaubarkeit

#### Boden
Dicamba ist im Boden moderat persistent. Die Halbwertszeit beträgt 1 bis 4 Wochen. Unter optimalen Bedingungen (Bodenfeuchte < 50 %, pH leicht sauer) erfolgt die Metabolisierung durch Mikroorganismen innerhalb von 2 Wochen, Photolyse spielt nur eine untergeordnete Rolle.
Auf Grund seiner Wasserlöslichkeit und seiner sehr geringen Adsorptionsneigung an Bodenpartikel ist eine Kontamination des Grundwassers durch Ausschwemmung möglich.

#### Wasser
Da Dicamba in Wasser stabil ist, erfolgt der Abbau zu 95 % durch Mikroorganismen und zu 5 % durch Photolyse.

#### Vegetation
Die Unterschiede in der Geschwindigkeit des Abbaus von Dicamba zu 3,6-Dichlor-1-hydroxy-benzoesäure in verschiedenen Pflanzenarten sind die Ursache für seine selektive Wirkung. Daneben ist auch eine Hydroxylierung an der 5-Position des Rings von Bedeutung, über die polare Konjugate gebildet werden können.

### Flüchtigkeit
Von Dicamba wird vermutet, flüchtig zu sein und dadurch auch leicht auf Nachbarfelder gelangen zu können. Eine erst 2017 in den USA zugelassene neue Variante namens XtendiMax scheint ähnlich flüchtig, aber sogar noch giftiger für Pflanzen zu sein. In den USA kam es dieses Jahr zu Klagen über Ernteausfälle, und mehrere Bundesstaaten überlegen, das Herbizid zu verbieten. Unabhängige Wissenschaftler teilten mit, dass sie das neue Produkt nicht umfassend testen konnten, bevor es auf den Markt kam. Monsanto gab an, dass das neue Produkt umfassend getestet wurde.
Mitte 2020 wurde der Vertrieb von Dicamba in den Vereinigten Staaten zunächst gerichtlich untersagt. Die Verlängerung der Zulassung durch die EPA Ende 2018 habe gegen Bundesrecht verstoßen. Die Risiken wurden nach Ansicht des Gerichts nicht hinreichend geprüft.

### Ökotoxizität
Dicamba ist nicht bienengefährlich.
Die akute Letale Dosis (LD50) für die Stockente beträgt 2000 mg/kg Körpergewicht. Im 8-Tage-Fütterungstest mit Stockente und Japanwachtel lag die tödliche Konzentration bei > 10.000 mg/kg Futter.
Die LC50 von Dicamba beträgt bei der Regenbogenforelle (96 h) 135 mg/L und beim Karpfen (48 h) 465 mg/L. Damit gilt es als nicht fischgiftig.
Die EC50 (48 h) für Daphnia magna sowie die LC50 (96 h) für den Flohkrebs liegen bei mehr als 100 mg/L.
Dicamba ist giftig für Algen und höhere Wasserpflanzen.

## Dicamba-resistente Pflanzen
Die Universität von Nebraska und Monsanto haben mit gentechnischen Methoden Sojabohnen entwickelt, die resistent gegen Dicamba sind. Im Januar 2009 hat Monsanto mit der BASF – dem wichtigsten Hersteller von Dicamba und dicambahaltigen Produkten – eine Kooperation zur Entwicklung neuer, herbizidresistenter Pflanzen vereinbart. Vor dem Hintergrund der Ausbreitung von Unkräutern, die resistent gegen Glyphosat (Roundup) sind, entwickeln die Konzerne zusammen Saatgut, das sowohl gegen Glyphosat als auch gegen Dicamba resistent ist. Seit 2016 wird entsprechendes Soja-Saatgut verkauft.